# Taizō Kawamoto
Taizō Kawamoto (jap. 川本 泰三 Kawamoto Taizō; ur. 17 stycznia 1914 w Seto, zm. 20 września 1985 w Osace) – japoński piłkarz, reprezentant kraju.

## Kariera klubowa
Grał w klubach: Waseda WMW i Osaka Club.

## Kariera reprezentacyjna
Karierę reprezentacyjną rozpoczął w 1934, a zakończył w 1954 roku. W sumie w reprezentacji wystąpił w dziewięciu spotkaniach. Został powołany do kadry na Igrzyska Olimpijskie 1936 oraz 1956 (na tych drugich nie wystąpił).

## Statystyki
| Reprezentacja Japonii | Reprezentacja Japonii | Reprezentacja Japonii |
| Rok                   | Mecze                 | Gole                  |
| --------------------- | --------------------- | --------------------- |
| 1934                  | 3                     | 2                     |
| 1935                  | 0                     | 0                     |
| 1936                  | 2                     | 1                     |
| 1937                  | 0                     | 0                     |
| 1938                  | 0                     | 0                     |
| 1939                  | 0                     | 0                     |
| 1940                  | 1                     | 1                     |
| 1941                  | 0                     | 0                     |
| 1942                  | 0                     | 0                     |
| 1943                  | 0                     | 0                     |
| 1944                  | 0                     | 0                     |
| 1945                  | 0                     | 0                     |
| 1946                  | 0                     | 0                     |
| 1947                  | 0                     | 0                     |
| 1948                  | 0                     | 0                     |
| 1949                  | 0                     | 0                     |
| 1950                  | 0                     | 0                     |
| 1951                  | 0                     | 0                     |
| 1952                  | 0                     | 0                     |
| 1953                  | 0                     | 0                     |
| 1954                  | 3                     | 0                     |
| Razem                 | 9                     | 4                     |